# Monodora junodii
Monodora junodii är en kirimojaväxtart som beskrevs av Adolf Engler och Friedrich Ludwig Diels. Monodora junodii ingår i släktet Monodora och familjen kirimojaväxter. Utöver nominatformen finns också underarten M. j. macrantha.